# 899 Jokaste
899 Jokaste eller 1918 EB är en asteroid i huvudbältet, som upptäcktes 3 augusti 1918 av den tyske astronomen Max Wolf i Heidelberg. Den är uppkallad efter Iokaste i den grekiska mytologin.
Asteroiden har en diameter på ungefär 31 kilometer.